# André Masson
André-Aimé-René Masson (4/1/1896 – 28/10/1987) là một họa sĩ người Pháp.

## Tiểu sử

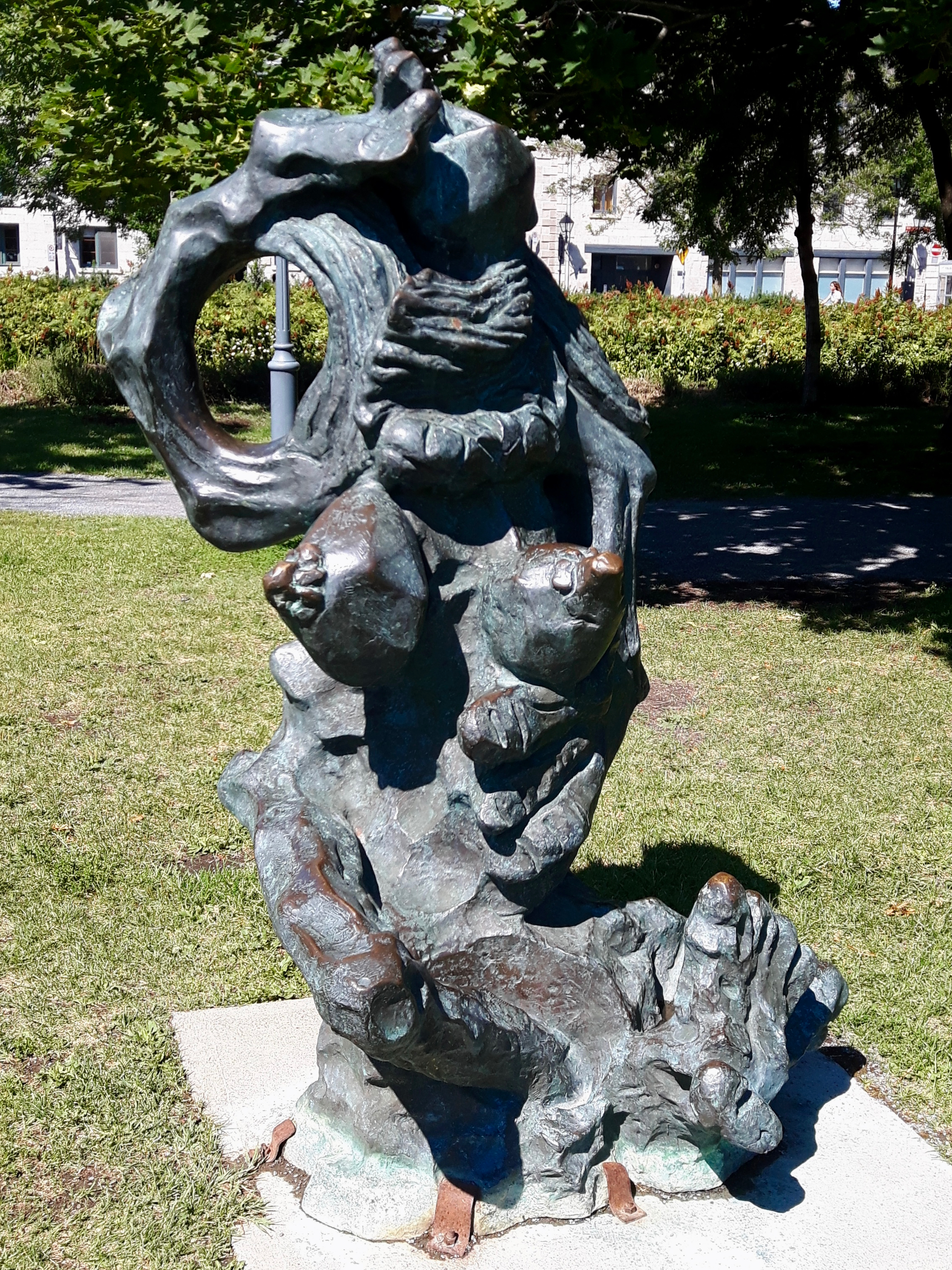
Femme tourmentée, 1942

Masson sinh ra tại thị trấn Balagny-sur-Thérain thuộc tỉnh Oise trong vùng Hauts-de-France. Đây được xem là một trong những vùng quê đẹp nhất phía bắc nước Pháp. Dòng sông xanh, cánh đồng phì nhiêu màu mỡ và cánh rừng bạt ngàn đã khởi nguồn trong vị danh hoạ tương lai một tình yêu đặc biệt với thiên nhiên. Vì công việc kinh doanh mà gia đình Masson phải dời đến sinh sống tại Bỉ, nơi ông có cơ hội gặp gỡ những bức tranh của các bậc thầy hội họa tại một bảo tàng địa phương. Sau đó ông đã được nhận vào trường Académie Royale des Beaux-Arts et l’École des Arts Décoratifs ở tuổi 11.V ào năm 1913, khi đang học tại ngôi trường École des Beaux-Arts của Pháp, ông đã được dạy về trường phái Lập thể. Khi Chiến tranh Thế giới thứ 1 nổ ra, ông xung phong gia nhập quân vì ông muốn trải nghiệm khía cạnh Wagnerian (Richard Wagner) của chiến tranh và biết được sự "ngất ngây" của cái chết. Điều đó đã đến vào cái ngày một viên đạn cắm vào ngực của chàng họa sĩ trẻ tại Chemis de Dames vào 04/1917.
Những tác phẩm thuở ban đầu của Masson đi theo trường phái Lập thể, và không lâu sau đó ông đã gắn mình với trường phái Siêu thực, từ đó trở thành một trong những họa sĩ nhiệt huyết nhất sử dụng cách vẽ theo bản năng-automatic drawing và tạo nên nhiều tác phẩm như thế bằng bút và mực. Để đạt được điều này, Masson đã tự hành xác mình bằng cách làm việc miệt mài không cần ăn hay ngủ, đôi khi còn sử dụng thuốc phiện. Ông tin rằng việc làm yếu đi tình trạng nhận thức này sẽ đưa nghệ thuật của ông thoát li khỏi sự điều khiển lý trí, từ đó tiến gần hơn đến việc để tiềm thức sáng tạo hoạt động và sáng tạo.
Vào năm 1926, Masson đã thử nghiệm một phong cách mới: tung cát và hồ keo lên bức tranh vải dầu, vẽ nên một bức tranh sơn dầu trên nền những hình khối được dựng lên. Cuối những năm 20, nhận ra trường phái Tự động còn hạn chế, ông đã rời bỏ nó và cả trường phái Siêu thực để đến với một phong cách khác có cấu trúc hơn, và cho ra đời những tác phẩm mang khuynh hướng bạo lực và khiêu dâm, xem đó như một phản ứng đối với cuộc nội chiến ở Tây Ban Nha.Dưới thời chính phủ Vichy trong những năm Chiến tranh thế giới thứ 2, bọn Phát-xít Đức đã lên án và gán kết những tác phẩm của Masson là thoái hoá, suy đồi. Nhờ vào sự giúp đỡ của Varian Fry tại Marseille, ông đã trốn thoát được khỏi đế chế Hình chữ thập tàn bạo bằng cách lên một con tàu đi đến hòn đảo Martinique của Pháp, đó cũng là bước đệm để ông đặt chân lên Hoa Kỳ. Sau khi cập cảng ở Hoa Kỳ, nhân viên hải quan nước này đã lục soát hành lý của Masson và phát hiện những bản vẽ khiêu dâm được cất giấu một cách bí mật. Những bản vẽ này lập tức bị tố cáo là sách báo khiêu dâm và vì thế nhân viên hải quan đã xé chúng ngay trướ mắt của người họa sĩ.
Tuy vậy, khi sống tại Newpreston, thuộc bang Connecticut, những tác phẩm của ông đã có những ảnh hưởng đáng kể lên trường phái trừu tượng của Mĩ, ví dụ sinh động nhất chính là danh hoạ Jackson Pollock. Cùng với chiến tranh, Masson đã trở về Pháp và định cư tại Aix-en-Provence, nơi ông có nhiều bức tranh phong cảnh đẹp.
Masson đã vẽ trang bìa cho số báo đầu tiên của Georges Bataille mang tên Acéphale vào năm 1936, ông cũng tham gia vào công việc này với những số báo tiếp theo. An hem trai của ông, nhà phân tích tâm lý Jacques Lacan, là người sở hữu cuối cùng của bức tranh khiêu dâm "L’Origine du monde" (The origin of the world)

## Gia đình
Con trai ông, Diego Masson, sinh năm 1935 là một nhạc trưởng, một nhà sáng tác và kiêm luôn chơi nhạc cụ mộc. Trong khi người con khác, Luis Masson lại là một diễn viên.